# Font dels Corrals (Basturs)
La Font dels Corrals és una font del terme municipal d'Isona i Conca Dellà, en territori del poble de Basturs, de l'antic municipi d'Orcau.
Està situada a 775 m d'altitud, en una petita coma entre la Costa dels Corrals i la Costa de les Solanes, al nord-est de la Mare de Déu d'Àrnec. És al nord-nord-est de Basturs, a llevant del barranc de la Costa Gran i a ponent de la llau de Vall d'en Pere.